# Совка зерновая обыкновенная
Обыкновенная зерновая совка (лат. Apamea sordens) — бабочка семейства совок, вредитель многолетних трав. Гусеницы питаются различными травами (волосенцом ситниковым, житняком), в том числе наносят вред многим важным зерновым культурам: пшенице, ржи, ячменю, овсу; повреждают зерно и листья початков кукурузы. 
Размах крыльев от 36 до 42 мм. Передние крылья коричневые с нечеткой полосой. Задние крылья бурые, темнее к краю, с заметным тёмными жилками. В мае и июне по ночам летит на свет. В мягком климате личинки зимуют питаясь в течение всего года.
Распространена в Западной Европе, Северной Монголии, Корее, Западном Китае, Японии, Северной Америке, Средней Азии, Прибалтике, Белоруссии, Молдавии, Закавказье, на Украине (чаще в лесостепной зоне), в степной и лесостепной зонах Казахстана. В России распространена на Кавказе, Алтае, Дальнем Востоке, в степной и лесостепной зонах Сибири (до Дальнего Востока), на Сахалине, значительная численность и вредоносность отмечается в лесостепной зоне европейской части России (кроме севера).